# فيسنتي أورتيغا
فيسنتي أورتيغا (بالإنجليزية: Vicente Ortega)‏ (و. 1950  م) هو لاعب كرة يد، من إسبانيا، شارك في الألعاب الأولمبية الصيفية 1972.

## روابط خارجية
- فيسنتي أورتيغا على موقع أوليمبيديا (الإنجليزية)